# Johannes Bernardus van Bree
Johannes Bernardus van Bree   (Amsterdam, 29 de gener de 1801 - Amsterdam, 14 de febrer de 1857) va ser un compositor, violinista i director d'orquestra holandès. En la seva època va ser considerat l'artista musical amb més talent als Països Baixos. Les seves funcions públiques més importants van ser la de director de les orquestres del palau Felix Meritis i Caecilia a Amsterdam.

## Antecedents
Va néixer en la família del mestre musical Franciscus van Bree i Catharina Schoute. El 1827 es va casar amb Anna Maria Maaskamp, que va morir 13 setmanes després. El 1831 es va casar amb Johanna Catharina Uitenbroek. D'aquest darrer matrimoni va sortir el 1834 el fill Herman van Bree (H.J.J. van Bree). Van Bree va ser inclòs al registre de membres honoraris de "l'Academia di Santa Cecilia" de Roma el 1840. El 1842 va ser nomenat Cavaller de l'Orde del Lleó dels Països Baixos. També va ser membre honorari del palau Felix Meritis. Va ser membre de l'antiga quarta classe del "Royal Dutch Institute". La seva processó fúnebre, organitzada per Pieter Wilhelm Dahmen, va anar des "d'Arti et Amicitiae", passant pel Singel, passant per Felix Meritis fins al cementiri De Liefde. El 1957 va ser reenterrat (De Liefde va ser evacuat) a De Nieuwe Ooster, on un any després es va col·locar el monument funerari de Johannes van Bree per Atze Haytsma.

## Biografia
Van Bree va rebre les seves primeres lliçons de violí del seu pare. Cap al 1812 la família es va traslladar a Leeuwarden, on el pare Van Bree havia ocupat un lloc com a mestre de música. El fill va ajudar el seu pare com a afinador de piano i acompanyant per a classes de dansa. Cap al 1815 va ser nomenat pel baró Carel Æmilius Els Collot d'Escury com a professor de música dels seus fills a casa seva a Minnertsga, prop de Franeker. També va tocar diverses vegades com a solista de violí a Leeuwarden.
El 1820 Van Bree va tornar a Amsterdam. Hi va donar classes de violí i piano i va actuar com a solista. Mentrestant, va rebre lliçons de teoria de Jan George Bertelman. Es va convertir en violinista a l'orquestra de la "Fransche Schouwburg" i poc temps després a la de Felix Meritis, on aviat va actuar com a concertista adjunt i com a solista.
El 1828 fundà una societat coral, de la qual esdevingué director. El 1830 va assumir el personal directiu de Carel Anton Fodor al palau Felix Meritis, aleshores la institució de concerts més important del país, i en la que hi havien alumnes com Hermina Maria Dijk. Es va fer famós per la seva habilitat a desxifrar partitures ràpidament i acompanyar solistes inconstants, habilitat que el va servir en aquesta institució on pràcticament no hi havia espai per assajar. Diverses orquestres aficionades també van passar sota la seva direcció, així com els cors de l'església de l'Església francesa i l'Església de Moisès i Aaron.
Es va convertir així en la figura dominant de la vida musical d'Amsterdam, sobretot quan, després de la fusió de la seva societat coral amb el cor Toonkunst el 1836, també es va fer càrrec d'aquest cor, amb el qual també va dirigir diversos festivals de música. El 1840 Van Bree es va convertir en director del teatre municipal, però un any després es va dissoldre l'Òpera Nacional i va renunciar al seu càrrec.
No obstant això, juntament amb uns quants altres, havia fundat la "Maatschappij Caecilia" (gener de 1841), una orquestra professional que donava un concert acuradament preparat dues vegades a l'any, que era vist com el cim de la vida musical holandesa. Aquí només es van interpretar obres orquestrals de grans mestres com Beethoven, Mendelssohn, Mozart, Weber, Louis Spohr i posteriorment Schumann.
El 1838 Van Bree va fundar un quartet de corda, en el qual es va convertir en primarius. Amb aquest quartet va donar a conèixer els quartets de Beethoven. El 1848 Van Bree va dirigir la primera representació completa de la novena simfonia de Beethoven al Felix Meritis. El 1853 va ser el torn de Missa Solemnis a l'església de Moses i Aaron. També va dirigir esporàdicament música antiga als anys cinquanta. També va dirigir les primeres representacions als Països Baixos de la Symphonie fantastique de Berlioz (1855) i l'obertura de Faust de Wagner (1856).
El 1847 Van Bree es va convertir en membre de la junta de Toonkunst. El 1849/50 en fou el president. El 1853 va esdevenir director de l'escola de música de Toonkunst. També hi va ensenyar teoria, violí, piano i cant tenint entre altres alumnes en Joseph Cramer. Va haver de lluitar contra problemes de salut repetits i a la tardor de 1856 va haver de deixar totes les seves activitats. Rijk Hol el va succeir a Toonkunst, Bunte a Caecilia, Johannes Meinardus Coenen al Felix Meritis, H.J.J. van Bree al Mozes i Aäron i Frans Coenen al quartet Amsterdamsche.

## Compositor
Van Bree és vist com un dels compositors holandesos més destacats de la primera meitat del segle xix. Les seves obres van ser elogiades a casa i a l'estranger. En el moment de la revolta belga el 1830, va escriure diverses cançons patriòtiques que li van valer el títol de "compositor nacional". Tot i que poques de les seves composicions han resistit la prova del temps i la seva música va caure ràpidament en l'oblit després de la seva mort, Van Bree va escriure diverses obertures i simfonies, un concert per a violí en mi major, obres corals (inclosa la Missa en la bemoll major del 1834), les òperes Sappho (1834, text Jacob van Lennep) i Le Bandit (1835), la cantanta Take heed (1826), quartets de corda, obres per a piano i un curiós Allegro per a quatre quartets de corda, interpretat el 1845 pels membres de l'Orquestra Caecilia es va interpretar per primera vegada i ara forma part habitual dels programes de l'orquestra. Les seves obres estan orientades en part a l'escola alemanya de Spohr i Mendelssohn, però en part també a l'estil francès més lleuger de Boïeldieu i Adam. Jasperina de Jong va enregistrar les seves obres Des Memory i Memory. El seu Allegro es va representar als famosos concerts de Proms el 30 d'agost de 2009.